# LoliRock
«ЛолиРок» (англ. LoliRock) — французский анимационный мультсериал, созданный студиями Marathon Media и Zodiak Kids при участии France Télévisions и Walt Disney Company, Франция. Сериал был написан Мадлен Паксон и создан Жаном Луи-Вандестоком. Впервые он появился на экранах Франции 18 октября 2014 года на телеканале France 3, затем он также появился на телевизионных каналах в других европейских странах. Он также был лицензирован к показу в Соединённых Штатах, Канаде, Великобритании и Австралии, а 1 мая 2016 года сериал появился на Netflix. Телеканал Gulli Girl выпустил русскоязычную версию сериала 26 ноября 2023 года.
На данный момент (2023 год) введутся переговоры о создании 3 сезона.

## Сюжет
Айрис (Ирис) — девочка-подросток, она любит петь и помогать окружающим. Но когда она начинает петь, вокруг происходят странные вещи. Её лучший друг Натаниэль воодушевил Айрис на участие в прослушивании для девичьей рок-группы. В итоге она разрушает комнату, а потом ещё подвергается нападению двух незнакомцев. Талия и Аурияна, судьи конкурса, приходят на помощь Айрис. А затем объясняют, что она на самом деле принцесса с волшебными способностями и она должна спасти королевство Эфедия от лап Граморра, который захватил его. Единственный способ спасти королевство — найти волшебные драгоценные камни царской короны Эфедии, которые были разбросаны по всей Земле. На протяжении всего сериала три девочки пытаются жить как обычные подростки, а также как рок-звёзды девичьей группы «LoliRock», тайно тренируя Айрис и собирая драгоценные камни. Но когда Граморр посылает близнецов Праксину и Мефисто сражаться с девочками и призывает монстров, чтобы вызвать хаос, героини действуют вместе, как волшебные принцессы-воины.
Во втором сезоне к героиням присоединяются ещё две девушки из королевства Эфедия. Карисса и Лина также превращаются в принцесс-воинов. Девочки продолжают собирать драгоценные камни, помогая нуждающимся. В это время Граморр и злые близнецы тоже становятся сильнее. Когда был найден последний драгоценный камень, Айрис пришлось попрощаться с Натаниэлем и вернуться в Эфедию. Но Граморр хочет заполучить последний камень и девочки готовятся ко встречи с ним в решающей битве.

## Персонажи
Айрис (Ирис) — В английской версии роль озвучена канадской певицей и актрисой Кадзуми Эванс, французскую версию озвучила Лиза Карузо. Айрис, 15-летняя вокалистка девичьей рок-группы «LoliRock», живёт в Санни Бэй. У Айрис волнистые светлые волосы, светлая кожа, голубые глаза, розовые губы и веснушки. Она добросердечная и готова помочь всем, кто нуждается в помощи. Её волшебная сила кроется в пении, которое очаровывает всех и все вокруг неё. И этот дар хочет получить Граморр. Она влюблена в своего лучшего друга детства, Натаниэля. Познакомившись с Талией и Аурияной, она узнаёт, что является наследной принцессой волшебного королевства Эфедия. Её долг — найти все драгоценные камни королевской короны и вернуть себе трон Эфедии. Она обладает магической силой, и с помощью кулона может трансформироваться. В этот момент её волосы и одежда становятся розовыми, а символами являются сердце и четырёхконечная звезда. Как объясняет Tumblr, Айрис обладает двумя символами, так как она принадлежит королевской семье, которая правит миром и всей планетой.
Дизайнер персонажей Бертран Тодеско изначально представлял Айрис с брюнеткой, которая в момент трансформации должна была превращаться в блондинку. Но потом понял, что это клише и сделал выбор в пользу более девчачьих цветов. Образ Айрис был сделан по прототипу американской актрисы и певицы Тейлор Момсен, сыгравшей роль в телесериале Сплетница. Гардероб главной героини был основан на фотографии Блейк Лайвли в зелёном платье в том же сериале. Также в качестве референтов он сослался на британскую певицу Пикси Лотт.
Талия — (в английской версии роль озвучена канадской певицей и актрисой озвучивания Эшли Болл, французскую версию озвучила Келли Маро). В группе «LoliRock» она поёт и играет на клавишных, а иногда и на гитаре. У неё длинные тёмно-каштановые волосы, прямая чёлка, тёмная кожа и глаза янтарного цвета. Она серьёзная, добрая и очень умная. Она была заключена в тюрьму Граморром, а затем вместе с Аурияной отправилась на поиски принцессы Эфедии. Её символ бриллиант, трансформируется она при помощи браслета, волосы и одежда при трансформации становятся голубыми.
Вдохновением на создание персонажа Талии послужили французская модная блогер Бетти Отье и её гардероб, а также персонаж Эмбер Стивенс-Уэст, где она изображала Эшли Оуэнс, а также певиц Кери Хилсон и Алишу Киз в телесериале Университет.
Аурияна — (в английской версии роль озвучена канадской киноактрисой Табитой Сен-Жермен, французскую версию озвучила Леопольд Серр). Аурияна поёт в группе и играет на тамбурине в «LoliRock». У неё тёмно-рыжие волосы, собранные в конский хвост, загорелая кожа и зелёные глаза. Она игривая, сумасбродная, но надёжная подруга. Её символ полумесяц, она трансформируется при помощи кольца, волосы и одежда при трансформации становятся ярко-оранжевыми.
Тодеско рассказал, что в самом начале Аурияна должна была носить имя Аврора, и что он представлял её себе темнокожей девушкой с объёмными волосами, а Талия по задумке была азиаткой с длинными прямыми волосами, но позже он изменил образы героинь. Образ Аурияны появился благодаря героини Лейтон Мистер в сериале Сплетница и Кет Валентайн, роль которой сыграла Ариана Гранде в молодёжном американском ситкоме Виктория-победительница. Он также отметил, что выбор созвучного имени стал совпадением.
Амару — (вокальные партии героини исполнила Табита Сен-Жермен). Светло-фиолетовое пушистое существо с тёмно-синими волосами и маленьким пушистым хвостом. Оно обладает способностью превращаться в крылатого коня и перевозить принцесс и их врагов на специальную арену, где принцессы могли сражаться со злом вдали от обычных людей. Тодеско признался, что персонаж Амару был создан по примеру животных к девочек-волшебниц, так к пример, у Сэйлор Мун была кошка. Амару может превратиться в плюшевый брелок на сумке героини.
Граморр (Греймор) — В английской версии роль озвучена канадским актёром театра и кино Маккензи Греем, французскую версию озвучил Жиль Морван. Злой Волшебник Хаоса. У него светлые волосы и фиолетовые глаза, он носит корону и маску, которая закрывает его нос и рот. Предав короля и королеву, Граморр присвоил себе контроль над Эфедией. Но чтобы получить полный контроль над королевством, он должен получить волшебную королевскую корону, которая защищена заклинанием. Однако, не может покинуть территорию замка и может рассчитывать только на помощь своих верных слуг, Праксина и Мефисто. У Граморра есть миньон чёрной пантеры по имени Бэйнс, создатели сериала ввели его в сюжет как противопоставление Амару, это помогло увеличить присутствие Граморра. В пилотной версии Граморра звали Громаром, по сюжету он был злым дядей Айрис, который заключил в тюрьму короля и королеву. А затем послал своих двух злых племянников-близнецов на Землю, чтобы помешать девочкам и забрать драгоценные камни короны. Но опасаясь стереотипов, идею поменяли.
Праксина — (в английской версии роль озвучена канадской актрисой Келли Шеридан, французскую версию озвучил Карин Фаво). У персонажа длинные волосы бордового цвета, которые обычно покрывают один глаз. Она любит унижать людей, особенно своих врагов и своего брата-близнеца, последнему она постоянно напоминает, что она родилась раньше. Она руководит своим братом. Её цвет — красный. В сражениях она вызывает на помощь больших монстров, а также использует грубую силу и взрывы.
Изначально в концепции сериала герои задумывались как злые близнецы племянники Граморра. По стечению обстоятельств Тодеско начал рисовать Праксину и Мефисто в Хэллоуин в 2011 году. Изначально она была одета в чёрно-белую одежду, а в глазах у неё были изображены кресты в виде буквы «Х». Партнёр Тодеско по дизайну персонажей Бенедикте Чиаравино разработал героиню в виде мотылька, с пучком на голове. Сперва дизайн был одобрен, но потом продюсеры решили, что она получилась слишком «японской» и Бенедикт перерисовали её, предложив более подходящий облик.
Мефисто — (в английской версии роль озвучена канадским актором Винсентом Тонгом, французскую версию озвучил Нессим Гетат). Он и его сестра-близнец Праксина отправляются на Землю вслед за Граморром, чтобы любой ценой помешать принцессам нарушить планы его господина. У него короткие волосы бордового цвета. Он разрушает вещи, но иногда ведёт себя глупо, некомпетентно и невнимательно.

## Примечание
1. ↑  Getzler, Wendy Goldman. "Marathon to bring music to girls' ears with Lolirock". Kidscreen (25 марта 2013). Дата обращения: 22 апреля 2020. Архивировано 24 января 2020 года.
2. ↑  Gulli Girl | ВКонтакте. m.vk.com (25 ноября 2023). Дата обращения: 27 ноября 2023. Архивировано 4 декабря 2023 года.
3. ↑  Жан-Луи Вандесток. ...Well. To all Lolirock lovers and beyond, I can now announce that I had my first creative meeting regarding the-long awaited- season 3 of Lolirock ! www.instagram.com (22 марта 2023). Дата обращения: 18 мая 2023. Архивировано 31 марта 2023 года.
4. 1 2 3 4 5 6 7  Team LoliRock. "LoliRock Season 1 – Full english voice cast". Tumblr (13 июня 2016). Дата обращения: 22 апреля 2020. Архивировано 26 июля 2020 года.
5. 1 2 3 4 5 6 7  Team LoliRock. "LoliRock Season 1 – Full french cast". Tubmlr (17 июня 2016). Дата обращения: 22 апреля 2020. Архивировано 9 августа 2021 года.
6. ↑  "Kids Catalogue". issuu.com (18 июня 2016). Дата обращения: 22 апреля 2020. Архивировано 9 августа 2016 года.
7. 1 2 3  Team LoliRock. "LoliRock Research & Development : The Crystal Magic". Tumblr (15 июня 2016). Дата обращения: 22 апреля 2020. Архивировано 14 июня 2016 года.
8. ↑  Team LoliRock. "Now that we are talking about magic circles I need...". Tumblr (15 июня 2016). Дата обращения: 22 апреля 2020. Архивировано 10 мая 2017 года.
9. 1 2  Todesco, Bertrand. "Back to 2011! The creation of LoliRock – Part 1: Iris Genesis". Tumblr (13 июня 2016). Дата обращения: 22 апреля 2020. Архивировано 4 августа 2020 года.
10. 1 2 3  Todesco, Bertrand. "Back to 2011! The creation of LoliRock – Part 3: Finalizing main characters". Tumblr (13 июня 2016). Дата обращения: 22 апреля 2020. Архивировано 10 мая 2017 года.
11. ↑  Todesco, Bertrand. "Back to 2011! The creation of LoliRock – Part 2: Talia and Aurora". Tumblr (13 июня 2016). Дата обращения: 23 апреля 2020. Архивировано 10 мая 2017 года.
12. ↑  "LoliRock – Magical Girls à la française". Tu auras les yeux carrés.. Дата обращения: 23 апреля 2020. Архивировано 23 ноября 2020 года.
13. ↑  Team LoliRock. "Hello, I have two questions, 1 is black crystal..." (29 апреля 2016). Дата обращения: 23 апреля 2020. Архивировано 10 мая 2017 года.
14. ↑  Team LoliRock. "S01.E06 – Xeris". Tumblr (26 мая 2016). Дата обращения: 23 апреля 2020. Архивировано 4 июня 2018 года.
15. 1 2  Team LoliRock. "LoliRock characters 7: Gramorr and Banes". Tumblr (31 октября 2015). Дата обращения: 23 апреля 2020. Архивировано 10 мая 2017 года.
16. ↑  Team LoliRock. "Interview with Writer Madellaine Paxson – Behind the Scenes – LoliRock". Tumblr (14 июля 2015). Дата обращения: 23 апреля 2020. Архивировано 31 марта 2022 года.
17. ↑  Team LoliRock. "If black magic harms both the caster and the...". 2 июня 2016. Дата обращения: 23 апреля 2020. Архивировано 10 мая 2017 года.
18. ↑  Todesco, Bertrand. "Back to 2011! The creation of LoliRock – Part 6: Finding Mephisto and Praxina". bertrandtodesco.tumblr.com (4 февраля 2016). Дата обращения: 18 мая 2020. Архивировано 29 октября 2016 года.
19. ↑  "Nessym Guetat". RS Doublage.com. Дата обращения: 18 мая 2020. Архивировано 29 сентября 2018 года.